# Paramicroplus vitellinus
Paramicroplus vitellinus är en skalbaggsart som beskrevs av Marc Lacroix 1998. Paramicroplus vitellinus ingår i släktet Paramicroplus och familjen Melolonthidae. Inga underarter finns listade i Catalogue of Life.